# Untersuchung des Motormanagements und Abgasreinigungssystems

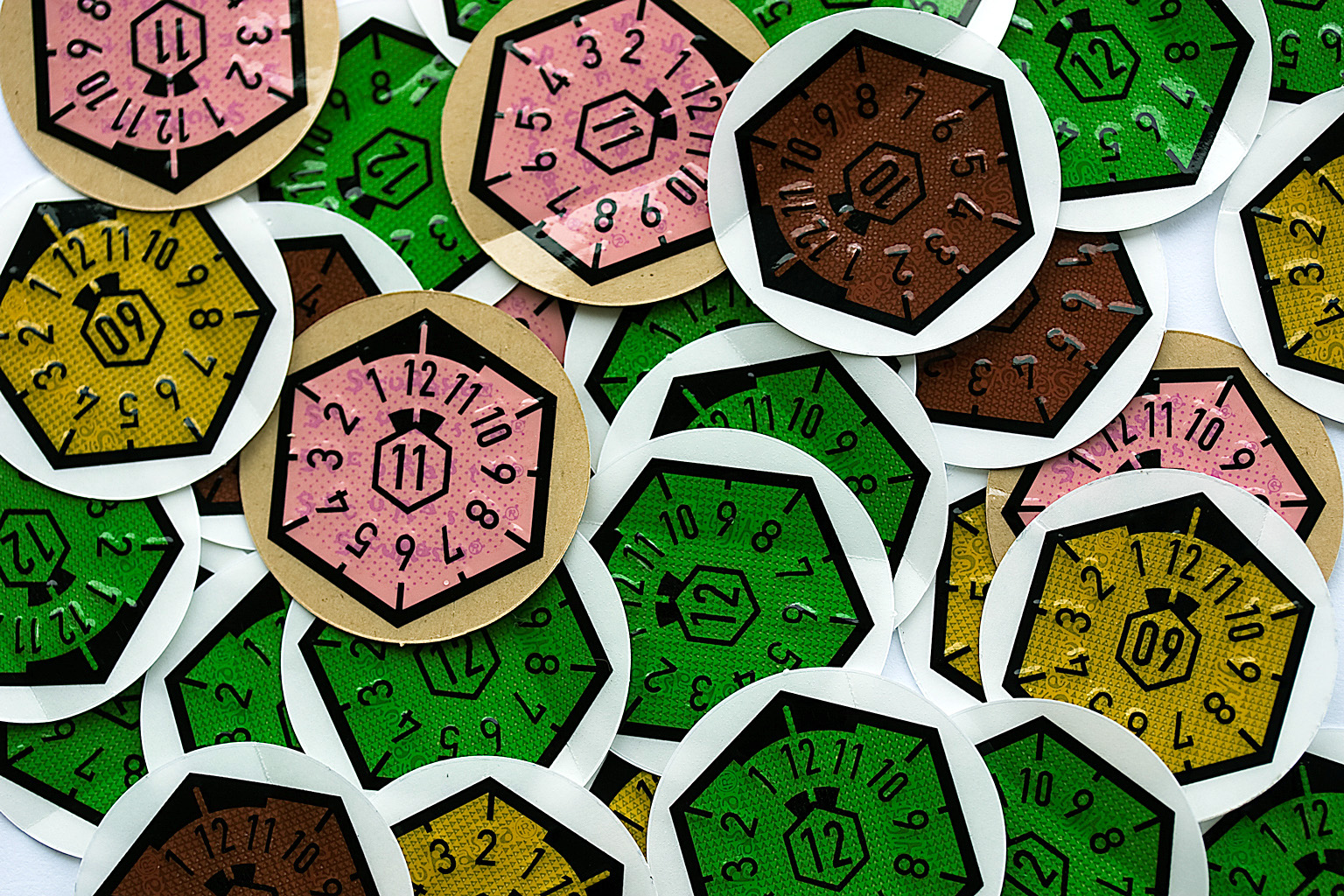
Sechseckige Prüfplaketten als Nachweis der Abgasuntersuchung, die seit Januar 2010 nicht mehr angebracht werden.

Die Untersuchung des Motormanagements und Abgasreinigungssystems (UMA) (bis Ende 2005 offiziell, heute umgangssprachlich Abgasuntersuchung (AU)) ist eine in Deutschland gesetzlich vorgeschriebene Untersuchung üblicher Kraftfahrzeuge, die seit Januar 2010 Bestandteil ihrer Hauptuntersuchung ist. Eine AU-Plakette wird seitdem nicht mehr angebracht. Die Abgasuntersuchung an Krafträdern wurde im April 2006 gleich ohne separate Plaketten als Bestandteil der Hauptuntersuchung eingeführt. Das entsprechende Verfahren der Schweiz heißt Abgaswartung.
Durch die Untersuchung soll sichergestellt werden, dass die Abgaswerte der zugelassenen Kraftfahrzeuge über den Nutzungszeitraum innerhalb der durch die jeweiligen Leitfäden definierten Überwachungsgrenzen bleiben. Diese sind nicht identisch mit den Grenzwerten, die durch die jeweilige Abgasnorm einmalig für die Zulassung gefordert werden.

## Geschichte

### 1985: ASU
Die Abgas-Sonderuntersuchung (ASU) wurde am 1. April 1985 eingeführt. Sie war nur für Kraftfahrzeuge mit Ottomotor vorgeschrieben. Die regelmäßige Prüfung des Zündzeitpunktes und des CO-Anteils im Abgas konnte nicht verhindern, dass der Schadstoffausstoß in Folge Verschleißens des Fahrzeugs zunimmt. Bei moderneren Fahrzeugen mit verschleißfreier elektronischer Zündung war deren vorgeschriebene Prüfung eigentlich nicht nötig. Die Messung des CO-Anteils war zu Zeiten des Waldsterbens und sauren Regens ein Bestandteil der Hauptuntersuchung geworden. Bei Nichteinhaltung der vorgeschriebenen Grenzwerte wurde eine weitere Plakette (vorn) nicht erteilt und die Betriebsgenehmigung entzogen.

### 1993: AU
Am 1. Dezember 1993 wurde die ASU in Abgasuntersuchung (AU) umbenannt. Sie gilt seitdem auch für Diesel-Fahrzeuge und hat einen eigenen Ablauf für (Otto-)Fahrzeuge mit geregeltem Katalysator und elektronisch geregelter Saugrohreinspritzung.
Seit 2002 umfasste die AU zusätzlich (Otto-)Fahrzeuge mit On-Board-Diagnose (OBD).
Der Leitfaden 3 umfasst zusätzlich die AU Diesel mit OBD. Er wurde am 15. Februar 2005 im Verkehrsblatt 3/2005 S. 77 veröffentlicht. Im Oktober 2005 ist er verbindlich geworden. Neuerungen waren auch die Beachtung von Flüssiggas- und Erdgas-betriebenen Fahrzeugen; die Belange des Europäischen Fahrzeugscheins (seit 1. Oktober 2005 gültig); sowie die Vorbereitung einer Zusammenlegung von Hauptuntersuchung (HU) und AU.

### 2006: UMA
Seit dem 1. Januar 2006 ist für alle Fahrzeuge mit OBD statt der bisherigen „Prüfbescheinigung nach § 47a in Verbindung mit Anlage XIa und IXa StVZO“ ein „Nachweis über die Durchführung der Untersuchung der Abgase“ zu erstellen. Die AU wurde damit ein Teil der weiter gefassten Untersuchung des Motormanagements und Abgasreinigungssystems (UMA).
Mit dem Leitfaden 4, der am 1. Dezember 2008 in Kraft trat, konnte eine Messung der Abgase (Endrohrprüfung) komplett entfallen, falls alle folgenden drei Voraussetzungen erfüllt waren: Erstens: Erstzulassung ab 1. Januar 2006, zweitens: Im Fahrzeug sind keine Fehlercodes vorhanden, und drittens: Alle Prüfbereitschaftstests (Readinesscodes) sind gesetzt (durchgeführt).
Die EU-Richtlinie 2005/55 schreibt die Einführung von einer NOx-Kontrolle für alle Lkw ab Erstzulassung Oktober 2007 vor. Fahrzeuge mit OBD, die unter diese Richtlinie fallen, waren mit bisherigen OBD-Prüfverfahren während der AU nicht prüfbar. Es wurde eine Öffnungsklausel eingeführt, die es den Fahrzeugherstellern erlaubt, das bei Pkw bereits bekannte Verfahren auch für Lkw anzuwenden. Dazu müssen sie das Prüfverfahren verbindlich vorgeben sowie die eindeutige Identifizierung sicherstellen und die entsprechenden Daten vorlegen. Eventuell vorhandene Fehlerspeichereinträge werden gesondert bewertet und im Feld Bemerkungen mit dem Hinweis: NOx-relevanter Eintrag vermerkt. Die Prüfung gilt dabei dennoch als bestanden.

### 2010: Integration in die Hauptuntersuchung
Mit der Integration der Untersuchung des Motormanagements und Abgasreinigungssystems (UMA) in die Hauptuntersuchung (HU) entfällt seit dem 1. Januar 2010 die bisherige AU-Plakette am vorderen amtlichen Kennzeichen des Kraftfahrzeugs. Der Nachweis der HU inkl. der UMA erfolgt nur noch über den HU-Prüfbericht und die HU-Plakette auf dem hinteren Kennzeichen. Für alle Kraftfahrzeuge kann die UMA aber als Teiluntersuchung zur HU von einer anerkannten UMA-Werkstatt durchgeführt und anhand eines UMA-Nachweises mit fälschungserschwerenden Merkmalen bescheinigt werden. Der UMA-Nachweis ist dem HU-Prüfer für die anstehende HU zu übergeben und darf zur HU nicht älter als zwei Monate sein.

### 2012: Strengere Grenzwerte
Seit 1. Juli 2012 müssen bei der UMA die strengeren Grenzwerte (Plakettenwerte) der EU-Richtlinien 2009/40/EG und 2010/48/EU eingehalten werden. Veröffentlicht wurden diese auch im Verkehrsblatt Nr. 10 vom 31. Mai 2012. Der „Plakettenwert“ ist ein Trübungswert, der im Rahmen der Typgenehmigung nach dem Verfahren der freien Beschleunigung ermittelt wird und bei vielen Fahrzeugen auf dem Typenschild aufgedruckt ist. Bei der Durchführung der UMA an Dieselfahrzeugen wird der „Plakettenwert“ übernommen. Diese liegen weit unter den zuvor gültigen Grenzwerten der Norm Euro 4. Dafür sind neue Messgeräte notwendig (Opazimeter der zweiten Generation), die nach dem Streulichtverfahren arbeiten, und um den Faktor 100 genauere Ergebnisse liefern. Falls der „Plakettenwert“ nicht vorhanden ist, gelten die bisherigen Hersteller-Trübungssollwerte.

### 2018: Wiedereinführung der Endrohrprüfung für alle Fahrzeuge
Bei Fahrzeugen mit On-Board-Diagnose-Geräten wird das Abgasverhalten während des Fahrbetriebes permanent überwacht, eine Fehlfunktion wird dem Fahrzeugführer angezeigt. Aus dem OBD-Speicher werden unter anderem auch die abgasrelevanten Messwerte, auch sporadische Fehler, ausgelesen. Der Verzicht auf eine direkte Abgasmessung bei Kraftfahrzeugen mit OBD, die ab dem 1. Januar 2006 erstmals zugelassen wurden, war dennoch umstritten. Bis Ende 2017 galt:
Bei solchen Fahrzeugen, die ab dem 1. Januar 2006 erstmals zugelassen wurden, ist dann keine Abgasprüfung notwendig, wenn die technische Ausstattung der Abgasmessgeräte die OBD-Prüfung erlaubt und wenn alle Readiness-Codes auf Null gesetzt und keine Fehler im Fehlerspeicher hinterlegt sind.
Der Bundesverband der Hersteller und Importeure von Automobil-Service Ausrüstungen e. V. (ASA) (ein Interessenverband), der für seine etwa 100 Mitglieder Lobbyismus betreibt, setzte sich (Stand 15. November 2010) für den Erhalt der Endrohrprüfung mit einer neuen Diesel-Messtechnik (Messung der Partikelanzahl und -größe statt Rauchgastrübung) und schärfere Grenzwerte ein.
Sie hielten moderne On-Board-Diagnose-Systeme für nicht in der Lage, defekte Abgasreinigungssysteme bei Diesel-Fahrzeugen sicher zu erkennen.
Die Automobilindustrie lehnte dies ab; sie hielt die Wirkprüfung am Endrohr für entbehrlich.
Mit Bundesratsbeschluss vom 22. September 2017 wird seit 1. Januar 2018 die Endrohrprüfung wieder für alle Pkw eingeführt. Eine reine OBD-UMA ist damit seit diesem Datum auch für junge Fahrzeuge mit Erstzulassung ab 2006 nicht mehr möglich. Dies wird als eine erste Reaktion auf den Abgasskandal gewertet, auch wenn die eigentlich unter der engeren Kritik stehenden NOx-Emissionen dabei nicht gemessen werden.

## Rahmenbedingungen
Die Untersuchung des Motormanagements und Abgasreinigungssystems (UMA) dient der Überprüfung des Abgasverhaltens von im Verkehr befindlichen Kraftfahrzeugen. Sie ist gemäß Anlage VIII und VIIIa StVZO in regelmäßigen Zeitabständen im Rahmen der Hauptuntersuchung durchzuführen. Dies gilt für alle Kraftfahrzeuge mit Fremdzündungsmotor (Ottomotor) und Erstzulassung ab dem 1. Juli 1969, sowie für alle Kraftfahrzeuge mit Kompressionszündungsmotor (Dieselmotor) und Erstzulassung ab dem 1. Januar 1977.

### Prüfplaketten (bis Ende 2009)

Darstellung einer Prüfplakette

Der Nachweis der durchgeführten Abgasuntersuchung (AU) erfolgte bis Ende 2009 durch eine sechseckige Prüfplakette auf dem vorderen Kennzeichen, welche in der Mitte das Jahr und oben stehend den Monat der nächsten AU anzeigte. Zur besseren Orientierung gab es zusätzlich die schwarze Markierung am Rand, deren Mitte die 12, also den Dezember eines Jahres markierte. Durch die Anordnung der Monate entgegen dem Uhrzeigersinn ergab diese Markierung einen Uhrzeiger, der das Ablesen der kleinen Monatszahl (z. B. aus einem vorausfahrenden Fahrzeug während der Fahrt) überflüssig machte. In jedem Kalenderjahr änderte sich die Farbe der Plaketten. Entscheidend war die Fälligkeit der AU.
Zum 1. Januar 2010 wurde die Abgasuntersuchung als separate Prüfung abgeschafft und ist nun ein Teil der Hauptuntersuchung (HU). Damit entfiel das Anbringen der sechseckigen Plakette auf dem vorderen Kennzeichen. Noch vorhandene alte Plaketten mussten bei der nächsten HU entfernt oder überklebt werden.
Für die grüne Plakette „12“ (2012) ergab sich damit eine einmalige Sonderstellung, da Neufahrzeuge mit Erstzulassung 2009 (durch die „Abwrackprämie“ sehr viele) sie bis Jahresende 2009 noch zugeteilt bekamen, während bei Altfahrzeugen mit HU aus 2008 die braune Plakette seit 1. Januar 2010 weiß überklebt oder entfernt wurde.
Die Farbgebung der Plaketten entsprach der für HU-Plaketten.

### Prüfbescheinigung
Bei der UMA wird eine Bescheinigung ausgestellt, die aufzubewahren und auf Verlangen zuständigen Personen auszuhändigen ist, beispielsweise bei Wiederzulassung nach Halterwechsel. Dementsprechend muss sie, anders als Führerschein und Fahrzeugschein, nicht ständig mitgeführt werden. Bei Verlust ist auf eigene Kosten eine Zweitschrift zu besorgen oder eine neue HU durchzuführen.

## Untersuchung
Bei allen UMA-Typen erfolgt zuerst eine rein optische Prüfung. In der Gesetzesvorlage heißt es: „Prüfung der schadstoffrelevanten Bauteile einschließlich Auspuffanlage auf Vorhandensein, Vollständigkeit, Dichtheit und Beschädigung, soweit ohne Demontage sichtbar.“
Dazu gehören folgende Punkte, sofern zutreffend:
- Zündsystem
- Einspritzanlage
- Kraftstoffsystem
- Tankeinfüllstutzen
- Entlüftung
- Luftfilter
- Abgasrückführungssysteme
- Sekundärluftsysteme
- Katalysator
- Sensoren
- Stellgliederleitungen
- Auspuffanlage
- Undichtigkeiten des Motors
- Füllstände von Betriebsflüssigkeiten

Die Grenzwerte (auch Solldaten) sind gesetzlich festgelegt und unterscheiden nach Art der Abgasnachbehandlung (ohne Kat, ungeregelter Kat, geregelter Kat). Die Fahrzeughersteller können geringere Grenzwerte festlegen. Wenn dies so ist, dann müssen die entsprechenden Kfz auch mit den (schärferen) Grenzwerten geprüft werden. Dafür gibt es umfangreiche Datenbanken der Hersteller. Durch eine Suche nach Fahrzeugidentnummer, Motorcode, KBA-Nummern („zu 2“, „zu 3“, auch HSN/TSN genannt) oder Modellreihe, Baujahr und Modell werden die passenden Solldaten in der Datenbank gefunden. Bei der UMA werden unter anderem Messungen der Abgase durchgeführt, sowohl im Leerlauf, als auch im erhöhten Leerlauf. Hierfür wird eine Sonde in den Auspuff eingeführt. Im Abgas dürfen bestimmte Gase nur in bestimmten, prozentual festgelegten Mengen vorkommen.

### Beispiele für Grenzwerte

#### Fahrzeuge mit Otto-Motor ohneKatalysator
- Messung bei Leerlaufdrehzahl: Der Kohlenmonoxidgehalt darf 3,5 % nicht überschreiten.

#### Fahrzeuge mit Otto-Motor mit ungeregeltem Katalysator
- Optionale Messung bei erhöhter Leerlaufdrehzahl: Der Lambda-Wert muss zwischen 0,97 und 1,03 liegen. Der Kohlenmonoxidgehalt darf den vom Hersteller angegebenen Wert nicht überschreiten.
- Messung bei Leerlaufdrehzahl: Der Kohlenmonoxidgehalt darf 3,5 % nicht überschreiten.

#### Fahrzeuge mit Otto-Motor mit geregeltem Katalysator
- Messung bei erhöhter Leerlaufdrehzahl: Der Lambda-Wert muss zwischen 0,97 und 1,03 liegen. Der Kohlenmonoxidgehalt darf 0,3 % nicht überschreiten. Bei Fahrzeugen nach Euro-4-Norm gilt ein Grenzwert von 0,2 %.
- Messung bei Leerlaufdrehzahl: Der Kohlenmonoxidgehalt darf 0,5 % nicht überschreiten. Bei Fahrzeugen nach Euro-4-Norm gilt ein Grenzwert von 0,3 %.
- Bei der Regelkreisprüfung wird die Funktion des Lambdaregelkreises durch gezieltes Aufbringen einer Störgröße geprüft.

#### Fahrzeuge mit Dieselmotoren (mit und ohne OBD, bis einschließlich Emissionsklasse Euro 5/V)
- Messung des Trübungswerts (k-Wert) des Abgases im Leerlauf bei Abregeldrehzahl des Motors. Der gesetzliche Grenzwert liegt bei 2,5 m−1. Bei Fahrzeugen nach Euro-4-Norm gilt ein Grenzwert von 1,5 m−1.

#### Fahrzeuge mit Dieselmotoren (ab Emissionsklasse Euro 6/VI)
- Messung bei Leerlaufdrehzahl: Die Partikelanzahlkonzentration darf 250.000 1/cm3 nicht überschreiten.

Quelle: AU-Richtlinie

### Ausnahmen von der UMA
Von der Pflicht zur Abgasuntersuchung (Motormanagement-/Abgasreinigungssystem) nach Anlage VIIIa Nummer 6.8.2 der StVZO sind folgende Kraftfahrzeuge ausgenommen: (Quelle: StVZO, Anlage VIII Nr. 1.2.1.2)
- Kraftfahrzeuge mit
  - Fremdzündungsmotoren (Ottomotor), die eine bauartbedingte Höchstgeschwindigkeit von weniger als 50 km/h haben.
  - Fremdzündungsmotoren und drei Rädern und ein zulässiges Gesamtgewicht von weniger als 400 kg.
  - Fremdzündungsmotoren, die vor dem 1. Juli 1969 erstmals in den Verkehr gekommen sind.
  - Kompressionszündungsmotoren (Dieselmotor), die weniger als vier Räder haben.
  - Kompressionszündungsmotoren mit einer bauartbedingten Höchstgeschwindigkeit von nicht mehr als 25 km/h.
  - Kompressionszündungsmotoren, die vor dem 1. Januar 1977 erstmals in den Verkehr gekommen sind.

- Krafträder sowie dreirädrige und vierrädrige Kraftfahrzeuge (der EG-Fahrzeugklassen L3e, L4e, L5e und L7e; Quelle: Anlage XXIX, Abschnitt 2 der StVZO), die vor dem 1. Januar 1989 erstmals in den Verkehr gekommen sind.
  - L3e = Krafträder, das heißt zweirädrige Kraftfahrzeuge ohne Beiwagen mit einem Hubraum von mehr als 50 cm³, im Falle von Verbrennungsmotoren und/oder einer bauartbedingten Höchstgeschwindigkeit von mehr als 45 km/h;
  - L4e = Krafträder mit Beiwagen;
  - L5e = dreirädrige Kraftfahrzeuge, das heißt mit drei symmetrisch angeordneten Rädern ausgestattete Kraftfahrzeuge mit einem Hubraum von mehr als 50 cm³, im Falle von Verbrennungsmotoren und/oder einer bauartbedingten Höchstgeschwindigkeit von mehr als 45 km/h;
  - L7e = vierrädrige Kraftfahrzeuge, die nicht unter Klasse L6e fallen, mit einer Leermasse von bis zu 400 kg (550 kg im Falle von Fahrzeugen zur Güterbeförderung), ohne Masse der Batterien, im Falle von Elektrofahrzeugen, und mit einer maximalen Nutzleistung von bis zu 15 kW. Diese Fahrzeuge gelten als dreirädrige Kraftfahrzeuge und müssen den technischen Anforderungen für dreirädrige Kraftfahrzeuge der Klasse L5e genügen, sofern in den Einzelrichtlinien nichts anderes vorgesehen ist.

- land- oder forstwirtschaftliche Zugmaschinen
- selbstfahrende Arbeitsmaschinen, die nicht den Baumerkmalen eines Lkw hinsichtlich des Antriebsmotors und des Fahrgestells entsprechen.
- Stapler

## AU-Krafträder (AUK) in Deutschland
Am 10. Februar 2006 stimmte der deutsche Bundesrat der 41. Änderungsverordnung straßenverkehrsrechtlicher Vorschriften zu, die am 1. April 2006 in Kraft trat.
Ihr unterliegen neben zulassungspflichtigen Zweirädern mit Fremdzündungsmotor und einem Hubraum über 50 cm³ oder einer bauartbedingten Höchstgeschwindigkeit über 45 km/h auch mehrspurige Kraftfahrzeuge mit einer Leermasse von bis zu 400 kg und einer Nutzleistung von bis zu 15 kW. Kleinkrafträder und Fahrzeuge mit Dieselmotor sind also ausgenommen. Ausdrücklich ausgenommen sind Fahrzeuge mit Erstzulassung vor dem 1. Januar 1989.
Die AUK ist Bestandteil der Hauptuntersuchung (HU), ohne eine positiv abgeschlossene AUK ist kein positiver Abschluss der HU möglich. Die AUK darf auch von berechtigten Werkstätten frühestens zwei Monate vor der Vorführung zur Hauptuntersuchung erfolgen. In diesem Fall wird von der Werkstatt ein AUK-Prüfnachweisblatt ausgestellt und mit einem Klebesiegel sowie einer Zangenprägung mit der AUK-Kontrollnummer versehen.

### Messverfahren und -werte
Bei der AUK werden Motortemperatur, Motordrehzahl und CO-Konzentration im Abgas gemessen. Des Weiteren wird festgestellt, ob die Gemischaufbereitung und die Abgasanlage den homologierten Bauteilen entsprechen und in einwandfreiem Zustand sind.
Die zu messenden Drehzahlen und CO-Konzentrationen werden vom Hersteller des Zweirads zur Verfügung gestellt. Liegen keine Vorgaben des Herstellers vor, gelten folgende Werte:
Bei Krafträdern ohne oder mit ungeregeltem Katalysator wird der CO-Wert bei Leerlaufdrehzahl ermittelt. Er darf max. 4,5 Vol.-% betragen.
Bei Krafträdern mit geregeltem Katalysator wird der CO-Wert bei erhöhter Leerlaufdrehzahl (2000–3000/min) bewertet und darf 0,3 Vol.-% nicht übersteigen.
Gemessen wird mit einer Abgassonde im Endrohr der Auspuffanlage. Zu beachten bei der Messung ist, dass sich Frischluft nicht mit dem Abgas vermischen darf, damit die gemessene CO-Konzentration nicht zu niedrig ausfällt. Rückschlüsse auf die tatsächliche Abgaszusammensetzung wären so nicht möglich. Deshalb ist eine Einschubtiefe der Sonde von mindestens 300 mm erforderlich. Falls dies bei Reflexionsschalldämpfern nicht möglich ist, müssen Entnahmeeinrichtungen für das Abgas gasdicht angeschlossen werden, die mindestens 400 mm lang sind. So wird sichergestellt, dass die Sonde sich in einer nur mit Abgas gefüllten Umgebung befindet.

## Rechtslage in Österreich
Die auch Pickerl genannte Begutachtungsplakette in Österreich bedingt nebenbei, dass „mit dem Fahrzeug nicht übermäßig Lärm, Rauch, übler Geruch oder schädliche Luftverunreinigungen verursacht werden können“.